# Unione Sportiva Saviglianese Calcio 1987-1988
Questa voce raccoglie le informazioni riguardanti l'Unione Sportiva Saviglianese Calcio nelle competizioni ufficiali della stagione 1987-1988.

## Rosa
| N. |                   | Ruolo | Calciatore           |  |
| -- | ----------------- | ----- | -------------------- |  |
|    | Italia (bandiera) | A     | Stefano Altovino     |  |
|    | Italia (bandiera) | P     | Pierpaolo Bosso      |  |
|    | Italia (bandiera) | A     | Ferdinando Bozzi     |  |
|    | Italia (bandiera) | C     | Giorgio Casalino     |  |
|    | Italia (bandiera) | D     | Cosimo Corallo       |  |
|    | Italia (bandiera) | D     | Paolo Dalmazzo       |  |
|    | Italia (bandiera) | C     | Filippo Di Leone     |  |
|    | Italia (bandiera) | A     | Antonio Di Salvatore |  |
|    | Italia (bandiera) | C     | Felice Esposito      |  |
|    | Italia (bandiera) | C     | Carmine Fiorentino   |  |

| N. |                   | Ruolo | Calciatore           |
| -- | ----------------- | ----- | -------------------- |
|    | Italia (bandiera) | D     | Gianni Furlano       |
|    | Italia (bandiera) | A     | Roberto Gentile      |
|    | Italia (bandiera) | C     | Luigi Manueli        |
|    | Italia (bandiera) | D     | Giuseppe Pallavicini |
|    | Italia (bandiera) | D     | Michele Peirone      |
|    | Italia (bandiera) | D     | Gianluca Risso       |
|    | Italia (bandiera) | D     | Franco Rossi         |
|    | Italia (bandiera) | P     | Stefano Spadoni      |
|    | Italia (bandiera) | C     | Fabio Tardivo        |